# Unik (film)
Unik (fr. L'esquive) – francuski film z 2003 roku w reżyserii Abdellatifa Kechiche’a. Zdjęcia kręcono w Saint-Denis.

## Nagrody i nominacje
César
2005 wygrane
- Najlepszy film Abdellatif Kechiche
- Najlepszy reżyser Abdellatif Kechiche
- Najbardziej obiecująca aktorka Sara Forestier
- Najlepszy scenariusz oryginalny lub adaptowany Abdellatif Kechiche i Ghalia Lacroix

2005 nominacje
- w kategoriiNajbardziej obiecująca aktorka Sabrina Ouazani
- w kategorii Najbardziej obiecujący aktor Osman Elkharraz